# Nanortalik-Museum
Das Nanortalik-Museum (dänisch Nanortalik Museum, grönländisch Nanortallip Katersugaasivia) ist das Heimatmuseum (Lokalmuseum) von Nanortalik.

## Geschichte
Am 31. Oktober 1977 wurde ein Museumskomitee in Nanortalik gegründet, das ein Lokalmuseum aufbauen sollte. Die Gemeinde Nanortalik ließ hierfür das alte Krankenhaus renovieren. Das Komitee forderte die Bevölkerung dazu auf alte Gegenstände zu spenden. Anstelle das Krankenhauses wurde schließlich von 1981 bis 1982 die alte Wohnung des Udstedsverwalters B-7 renoviert. Am 1. August 1982 öffnete dort das Museum. Seither kamen regelmäßig weitere Gebäude hinzu, sodass mittlerweile das gesamte Areal als Museum dient. Das Nanortalik-Museum ist heute ein Freilichtmuseum, das aus zehn Gebäuden besteht. Damit ist es das flächenmäßig größte Museum des Landes.

## Gebäude und Ausstellung
Das Museum besteht heutzutage aus zehn Gebäuden:
- B-2: Das Gebäude wurde 1863 errichtet und nach einer Restauration am 27. Dezember 2004 Teil des Museums. Das Gebäude umfasst eine Sonderausstellung zur Geschichte des Gesundheitswesens und zu Brandbekämpfungsausrüstung im Laufe der Zeit.
- B-6: Das Gebäude wurde 1860 errichtet und am 1. August 1992 Teil des Museums. Es umfasst eine Ausstellung zur Bäckerei im Laufe der Zeit sowie eine Sonderausstellung zur Ausstattung der alten Bäckerei, die bis 1969 gebraucht wurde.
- B-7: Das Gebäude wurde 1820 in Sissarissoq errichtet und 1836 nach Nanortalik versetzt. Es wird seit dem 1. August 1982 als Museum benutzt und dient als Ausstellungsraum für die Sammlungen des Museums.
- B-8: Das Gebäude stammt aus dem Jahr 1837. Es dient seit Sommer 1990 als Museum. Es umfasst eine Ausstellung zu Poul Nørlunds Ausgrabung von 1921 in Herjolfsnæs (Ikigaat). Die Ausstellung beinhaltet auch Kopien von während der Ausgrabung gefundenen Kleidungsstücken aus der Zeit der Grænlendingar. Im Hinterzimmer befindet sich eine Ausstellung zur Schafzucht in der früheren Gemeinde Nanortalik.
- B-9: Das Gebäude stammt aus dem Jahr 1904 und dient seit 2011 als Büro und als Ausstellungsraum für die Museumssammlungen und ist das Hauptgebäude des Museumskomplexes
- B-10/B-11: Der Gebäudekomplex stammt aus dem Jahr 1931 und dient seit 2006 als Ausstellungsraum und als Museumsarchiv. Er wurde von 2008 bis 2009 restauriert.
- B-18: Das Gebäude stammt aus dem Jahr 1847 und wurde von 1990 bis 1996 als Museumsbüro und -archiv genutzt und dient seit 1998 als Ort für technische Ausstellungen.
- B-20: Das Gebäude wurde 1839 errichtet. Seit Sommer 1987 dient es als Museum. Darin werden Objekte aus der Zeit der Tranherstellung ausgestellt sowie große Kupfertöpfe, Speckpressen, Seilwinden zum Bewegen der Wale, große Fässer für die Aufbewahrung des Specks, verschiedene Arten von Transportfässern und diverse Böttcherwerkzeuge.
- B-21: Das Gebäude stammt aus dem Jahr 1848. Es wurde ab Juli 1996 als Museumsbüro und -archiv genutzt und dient heute als Archiv und Arbeitsplatz für die Herstellung der Ausstellungen.
- B-105: Das Gebäude wurde 1852 errichtet und dient seit Sommer 1990 als Museum. Es beherbergt eine Sonderausstellung zu Transportmitteln. Im Dachgeschoss befinden sich Umiaks und Jagdwaffen. Im Erdgeschoss sind Kajaks und andere Wassertransportmittel.
- B-122: Das Gebäude wurde 1840 errichtet. Es dient seit 1990 als Magazin und Museumswerkstatt.
- B-X: Das Gebäude ist ein Torfmauerhaus, das am 21. Juni 1989 eingeweiht wurde. Es wurde von älteren Schülern zusammen mit ihrem Sozialkundelehrer gebaut. An der Planung nahmen ein Referendar und Bewohner des Altenheims teil. Darüber hinaus hat der Museumsleiter an der Fertigstellung mitgewirkt. Der gesamte Bau des Torfmauerhauses wurde ehrenamtlich aus verfallenden Materialien vollzogen und es wurden nur wenig neue Materialien wie Dachpappe und Nägel genutzt. Die Einrichtung des Torfmauerhauses basiert auf dem Interesse der Bevölkerung und wurde vollständig von ihr gestiftet.

Mit Ausnahme des Torfmauerhauses sind alle Gebäude des Museums geschützt. Für eine detaillierte Beschreibungen zur Geschichte und Architektur der einzelnen Gebäude, siehe die Liste der Baudenkmäler in Nanortalik.